# تینو فلگار
تینو فُلگار (اسپانیایی: Tino Folgar‎) یک خواننده تنور اپرا اهل اسپانیا بود.

## زندگی‌نامهٔ هنری
او در ۲۵ ژانویهٔ ۱۸۹۲ به دنیا آمد و فنون خوانندگی و آواز را در زادگاهش و زیر نظر «اِسته‌بان پاسکوآل» فرا گرفت و نخستین اجرای حرفه‌ای‌اش را در سال ۱۹۲۲ میلادی، در «سالن نمایش لوسئو» در شهر بارسلون، در نقش «رودولفو» در اپرای «لا بوهم» (اثرِ جاکومو پوچینی) ایفا نمود.
در سال ۱۹۲۵ میلادی به ایتالیا رفت و نخستین اجرای حرفه‌ای‌اش را در این کشور و در شهر «آکوئی‌ترمی» در اپرای «آرایشگر شهر سویل» (اثرِ جواکینو روسینی) ایفا کرد.